# The Land of Steady Habits
The Land of Steady Habits és una pel·lícula dels Estats Units del 2018 dirigida i co-produïda per Nicole Holofcener, basada en la novel·la homònima de Ted Thompson.

## Sinopsi
L'Anders Hill és un pare de família acabat de jubilar que decideix dir prou als hàbits rutinaris. Deixa la seva dona i, buscant la llibertat i lluny de les comoditats de la seva vida anterior, s'embarca en un viatge per reconciliar-se amb el seu passat.

## Repartiment
- Ben Mendelsohn com a Anders Hill
- Edie Falco com a Helene Hill
- Thomas Mann com a Preston Hill,
- Elizabeth Marvel com a Sophie Ashford
- Michael Gaston com a Mitchell Ashford
- Charlie Tahan com a Charlie Ashford
- Bill Camp com a Donny
- Josh Pais com a Larry Eastwood
- Connie Britton com a Barbara
- Natalie Gold com a Dana
- Victor Slezak com a Wes Thompsan